# Eric West
Pour les articles homonymes, voir West.
Eric West est un acteur américain né le 18 mai 1983 à Brooklyn, New York (États-Unis).

## Filmographie
- 2018 : Ocean's Eight de Gary Ross
- 2021 : Killing Field (Fortress) de James Cullen Bressack : Matthews